# Тангерхите
Тангерхите (њем. Tangerhütte) град је у њемачкој савезној држави Саксонија-Анхалт. Једно је од 26 општинских средишта округа Штендал. Према процјени из 2010. у граду је живјело 12.168 становника. Посједује регионалну шифру (AGS) 15090546.

## Географски и демографски подаци
Тангерхите се налази у савезној држави Саксонија-Анхалт у округу Штендал. Град се налази на надморској висини од 38 метара. Површина општине износи 294,7 km². У самом граду је, према процјени из 2010. године, живјело 12.168 становника. Просјечна густина становништва износи 41 становника/km².